# Caroline Love Goodwin O’Day

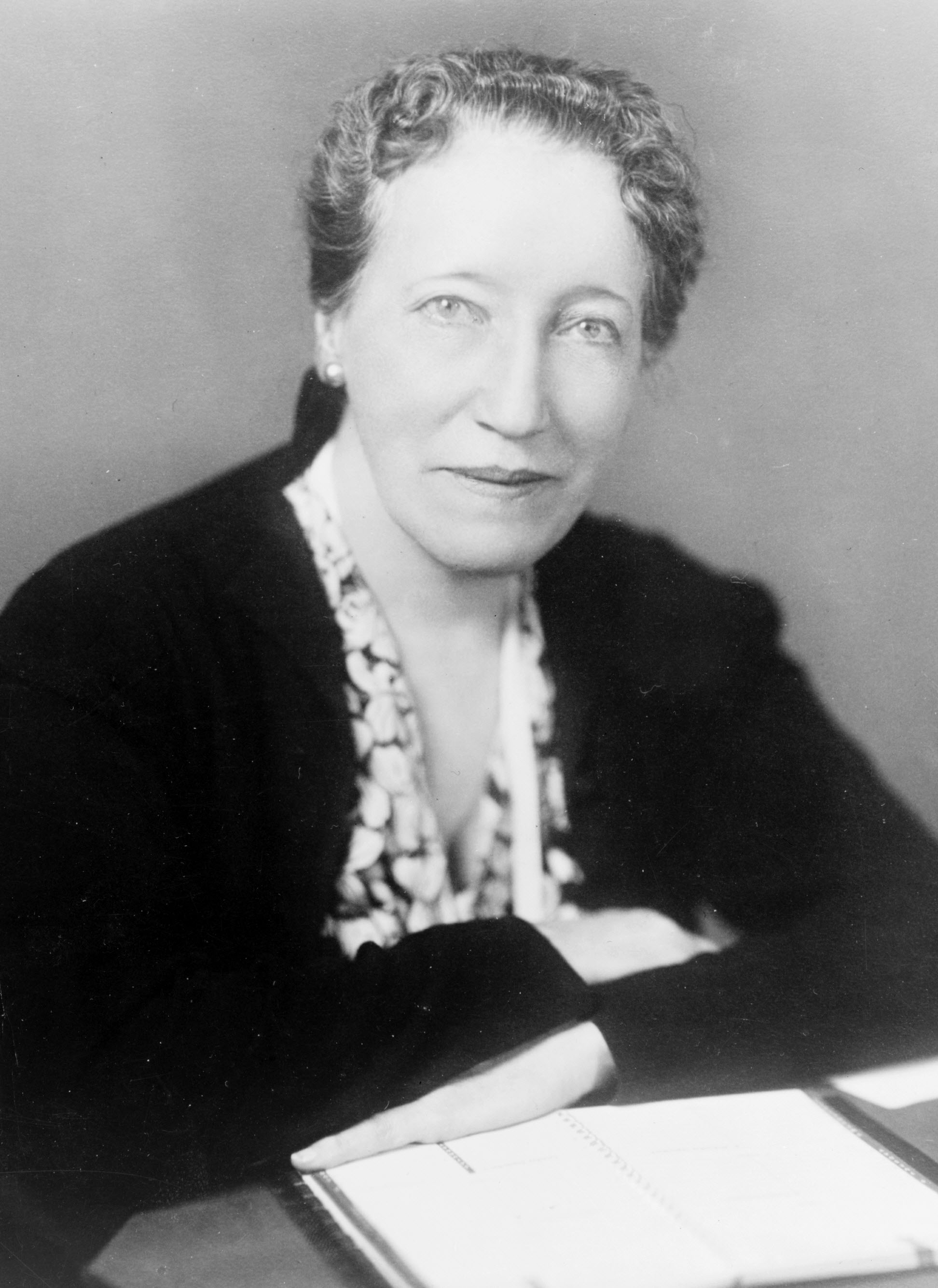
Caroline Love Goodwin O’Day

Caroline Love Goodwin O’Day (* 22. Juni 1875 in Perry, Houston County, Georgia; † 4. Januar 1943 in Rye, New York) war eine US-amerikanische Politikerin. Zwischen 1935 und 1943 vertrat sie den Bundesstaat New York im US-Repräsentantenhaus.

## Werdegang
Caroline O’Day besuchte private Schulen und das Lucy Cobb Institute in Athens. Danach studierte sie in Paris, München und den Niederlanden Kunst. Später lebte sie in Rye im Staat New York, wo sie Präsidentin des Schulausschusses wurde. Politisch schloss sie sich der Demokratischen Partei an. Von 1916 bis 1920 war sie stellvertretende Parteivorsitzende für den Staat New York. Zwischen 1923 und 1942 gehörte sie als Associate Chairman erneut dem Staatsvorstand ihrer Partei an. In den Jahren 1924 bis 1936 nahm sie als Delegierte an allen Democratic National Conventions teil. Außerdem war sie von 1923 bis 1934 Leiterin des Staatsausschusses für soziale Wohlfahrt.
Bei den Kongresswahlen des Jahres 1934 wurde O’Day in einem staatsweiten Wahlbezirk von New York in das US-Repräsentantenhaus in Washington, D.C. gewählt, wo sie am 3. Januar 1935 ihr neues Mandat antrat. Nach drei Wiederwahlen konnte sie bis zum 3. Januar 1943 vier Legislaturperioden im Kongress absolvieren. Während ihrer Zeit im Kongress wurden dort die meisten der New-Deal-Gesetze der Roosevelt-Regierung verabschiedet. 1935 wurden erstmals die Bestimmungen des 20. Verfassungszusatzes angewendet, wonach die Legislaturperiode des Kongresses jeweils am 3. Januar endet bzw. beginnt. Seit 1941 war auch die Arbeit des Kongresses von den Ereignissen des Zweiten Weltkriegs geprägt. Seit 1937 war Caroline O’Day Vorsitzende des Wahlausschusses (Committee on Election of President, Vice President, and Representatives). Im Jahr 1942 verzichtete sie auf eine weitere Kandidatur.
Caroline O’Day starb am 4. Januar 1943, einen Tag nach dem Ende ihrer letzten Legislaturperiode, in Rye. Seit 1901 war sie mit Daniel O’Day verheiratet, der dem Vorstand der Standard Oil Company angehörte.